# تپه گورستان چشمه گل
تپه قبرستان چشمه گل مربوط به سدهٔ ۶ تا ۸ ه.ق است و در شهرستان اشنویه، بخش مرکزی، دهستان اشنویه شمالی، روستای چشمه گل واقع شده و این اثر در تاریخ ۲۸ شهریور ۱۳۸۶ با شمارهٔ ثبت ۱۹۶۳۰ به‌عنوان یکی از آثار ملی ایران به ثبت رسیده است.